# Nhà thờ Chợ Cầu
Giáo xứ Chợ Cầu được thành lập năm 1869, tọa lạc tại số 30/7 đường Nguyễn Văn Quá, phường Đông Hưng Thuận, Thành phố Hồ Chí Minh, với thánh quan thầy là Đức Mẹ Vô Nhiễm Nguyên Tội.

## Lược sử
Giáo xứ Chợ Cầu khởi nguồn từ các nữ tu dòng Mến Thánh Giá Cái Mơn dưới thời giám mục Isidore-François Colombert (Mỹ), Giám mục Đại diện Tông Tòa Hạt Đại diện Tông Tòa Tây Đàng Trong. Năm 1896, các linh mục Truyền giáo Dòng Thừa sai Paris tiến hành xây dựng một nhà nguyện bằng cột và mái lợp bằng lá. Nguồn tài liệu về họ đạo nhỏ qua năm tháng bị thất lạc dần.
Từ năm 1920, linh mục cai quản quản giáo họ Tân Hưng Phaolô Đoàn Thanh Xuân thường đến đây dâng lễ. Sau đó, nhà nguyện này cũng bị cháy. Theo thời gian, nhà nguyện bị cháy trơ nền dần trở thành bãi đất hoang vu. Giáo dân tại họ đạo này chuyển dần sang các nhà thờ khác trong khu vực. Năm 1964, linh mục Giuse Nguyễn Hữu Nguyên lánh nạn chiến tranh, đưa một số giáo dân thuộc gốc Đồng Xá (Hải Phòng) về địa điểm nhà nguyện cũ. Linh mục Nguyên quyết định cho tái xây dựng nhà thờ mới trên nền cũ. Vách tường nhà thờ được xây bằng gạch xi-măng, tuy nhiên gió bão làm đổ sập. Sau lần này, giáo dân quyết định xâu nhà thờ bằn gạch nung 4 lỗ. Tuy nhiên, chưa hoàn thành việc tô vữa lại đổ sập vì mưa bão. Cư dân xung quanh khu vực gọi nơi đây là "nhà thờ đổ".
Năm 1971, linh mục Tôma Nguyễn Văn Khiêm xây dựng lại nhà thờ mới, quy tụ giáo dân nhà thờ Nam thuộc ấp Chợ Cầu cùng về lập thành giáo xứ, do thời gian này nhà thờ Nam không có linh mục. Giáo xứ mới mang tên là Tân Hưng Chợ Cầu.
Năm 1989, linh mục Tôma Khiêm tiến hành đại tu nhà thờ và tiếp tục cho xây dựng tượng đài Thánh Giuse. Các đời linh mục chính xứ tiếp theo đều cho xây dựng các công trình phục vụ việc sinh hoạt cho giáo dân giáo xứ: Linh mục Louis Gonzaga Tô Minh Quang sửa nhà xứ, linh mục Antôn Nguyễn Văn Toàn xây dựng nhà sinh hoạt giáo lý,nhà xứ mới,linh đài Đức Mẹ La Vang, và chỉnh trang đài Thánh Giuse. Linh mục Giuse Trần Thanh Công xây dựng lại hội trường và tôn tạo lại toàn bộ khuôn viên nhà thờ, khu vực tượng đài Thánh Giuse cả xây dựng ngôi thánh đường hiện nay. Linh mục Gioan Baotixita Nguyễn Văn Hiếu cho đóng thêm toàn bộ ghế ngồi bằng gỗ đỏ trên lầu nhà thờ, đồng thời làm lại toàn bộ bàn ghế phòng học giáo lý, gắn thêm các thiết bị hiện đại nhằm phục vụ cho việc dạy giáo lý theo chương trình đổi mới của Giáo phận, tiếp tục trùng tu lại nhà xứ rộng rãi và khang trang hơn.

## Tên gọi
Giáo xứ Chợ Cầu qua thời gian có nhiều tên gọi khác nhau:
- Năm 1971: Giáo xứ Tân Hưng Chợ Cầu.
- Năm 1979: Giáo xứ Hàng Sao (theo địa danh ấp Hàng Sao, xã Đông Hưng Thuận, huyện Hóc Môn).
- Năm 1993: Giáo xứ Chợ Cầu
- Năm 2002: Giáo xứ Hàng Sao.
- Năm 2008 đến nay: Giáo xứ Chợ Cầu.

## Linh mục làm việc mục vụ tại giáo xứ
| STT | Tên                              | Thời gian mục vụ | Chức vụ           |
| --- | -------------------------------- | ---------------- | ----------------- |
| 1   | Marcô Châu                       | 1920 - 1927      | Linh mục chính xứ |
| 2   | Phaolô Đoàn Thanh Xuân           | 1927 - 1945      | Linh mục chính xứ |
| 3   | Grabiel Phan Văn Thọ             | 1945 - 1947      | Linh mục chính xứ |
| 4   | Phanxicô Xaviê Vũ Văn Nhân       | 1961 - 1964      | Linh mục chính xứ |
| 5   | Giuse Nguyễn Hữu Nguyên          | 1964 - 1971      | Linh mục chính xứ |
| 6   | Tôma Nguyễn Văn Khiêm            | 1971 - 1994      | Linh mục chính xứ |
| 7   | Alosiô Tô Minh Quang             | 1994 - 2002      | Linh mục chính xứ |
| 8   | Antôn Nguyễn Văn Toàn            | 2002 - 2008      | Linh mục chính xứ |
| 9   | Giuse Nguyễn Thanh Thuần         | 2003 - 2004      | Linh mục phó xứ   |
| 10  | Martinô Trần Quang Vinh          | 2005 - 2010      | Linh mục phó xứ   |
| 11  | Giuse Trần Thanh Công            | 2008 - 2016      | Linh mục chính xứ |
| 12  | Giuse Đoàn Văn Tuyến             | 2010 - 2013      | Linh mục phó xứ   |
| 13  | Giuse Lê Hoàng Minh              | 2013 - 2016      | Linh mục phó xứ   |
| 14  | Gioan Baotixita Nguyễn Văn Hiếu  | 2016 - 2021      | Linh mục chính xứ |
| 15  | Vinh Sơn Đỗ Viết Khôi            | 2016 - 2023      | Linh mục phó xứ   |
| 16  | Giuse Đỗ Mạnh Cường              | 2021 - nay       | Linh mục chính xứ |
| 17  | Gioan Baotixita Nguyễn Xuân Bình | 2023 - nay       | Linh mục phó xứ   |

## Các giáo họ
1/ Giáo họ Thánh Gioan Tiền hô.
2/ Giáo họ Thánh Phêrô.
3/ Giáo họ Thánh Anna.
4/ Giáo họ Thánh Giuse Bầu Cử.
5/ Giáo họ Thánh Giuse Lao Động.
6/ Giáo họ Đức Mẹ Chúa Kitô.
7/ Giáo họ Đức Mẹ Ban Ơn.
8/ Giáo họ Đức Mẹ Mân Côi.
9/ Giáo họ Đức Mẹ Fatima.

## Các hội đoàn - ban ngành - đoàn thể:
Hội Các Bà mẹ Công giáo.
Gia đình cùng theo Chúa.
Gia đình Phạt tạ Thánh Tâm Chúa Giêsu.
Huynh đoàn Giáo dân Đaminh.
Hội Cầu Nguyện Lòng Chúa Thương Xót.
Gia đình cùng theo Chúa.
Ban Phụng vụ.
Ban Giáo lý dự tòng và hôn nhân.
Ban Trật Tự.
Ban Lễ sinh - Phòng Thánh.
Ban Giới trẻ.
Ban Bác Ái (Caritas).
Xứ đoàn TNTT Phaolô VI
Các ca đoàn:
+ Ca đoàn Đức Mẹ Mông Triệu.
+ Ca đoàn Thánh Phanxicô Asisi.
+ Ca đoàn Các Thánh Tử vì Đạo Việt Nam.
+ Ca đoàn Thánh Cêcilia.
+ Ca đoàn Thiên Thần.

## Giờ cử hành phụng vụ

### Thánh lễ:
Ngày thường:
+ Thứ 2 - Thứ 6: 5h00 - 17h45.
+ Thứ 7: 5h00 - 16h00.
Chúa nhật:
+ Chiều thứ 7: 18h00.
+ Chúa nhật: 5h00 - 7h00 - 16h00 - 18h00.

### Chầu thánh thể:
+ Cộng đoàn: Sau Thánh lễ chiều thứ 6 hàng tuần.
+ Thiếu nhi: Sau Thánh lễ Chúa nhật tuần 2 của tháng.

### Giải tội:
Trước và sau các Thánh lễ.

### Rửa tội trẻ em:
+ 08h00 Chúa nhật đầu tháng.
- LƯỢC SỬ HÌNH THÀNH VÀ PHÁT TRIỂN